# La Vengeance de Rigadin
Pour plus de détails, voir Fiche technique et Distribution.
La Vengeance de Rigadin est un film muet français réalisé par Georges Monca, sorti en 1919.

## Fiche technique
- Titre : La Vengeance de Rigadin
- Réalisation : Georges Monca
- Scénario : Paul Tigre
- Photographie :
- Montage :
- Société de production : Pathé Frères
- Société de distribution : Pathé Frères
- Pays de production :  France
- Langue : film muet avec les intertitres en français
- Métrage : 395 mètres
- Format : Noir et blanc — 35 mm — 1,33:1 — Muet
- Genre :  Comédie
- Durée : 13 minutes
- Numéro de catalogue Pathé : 8263
- Dates de sortie : 
  -  France : 3 janvier 1919

## Distribution
- Charles Prince : Rigadin
- Clo Marra	: Madame Rigadin
- Albert Brouett : Saturnin
- Maurice de Canonge : le Brésilien
- Marthe Alix : la belle-mère